# Biplano

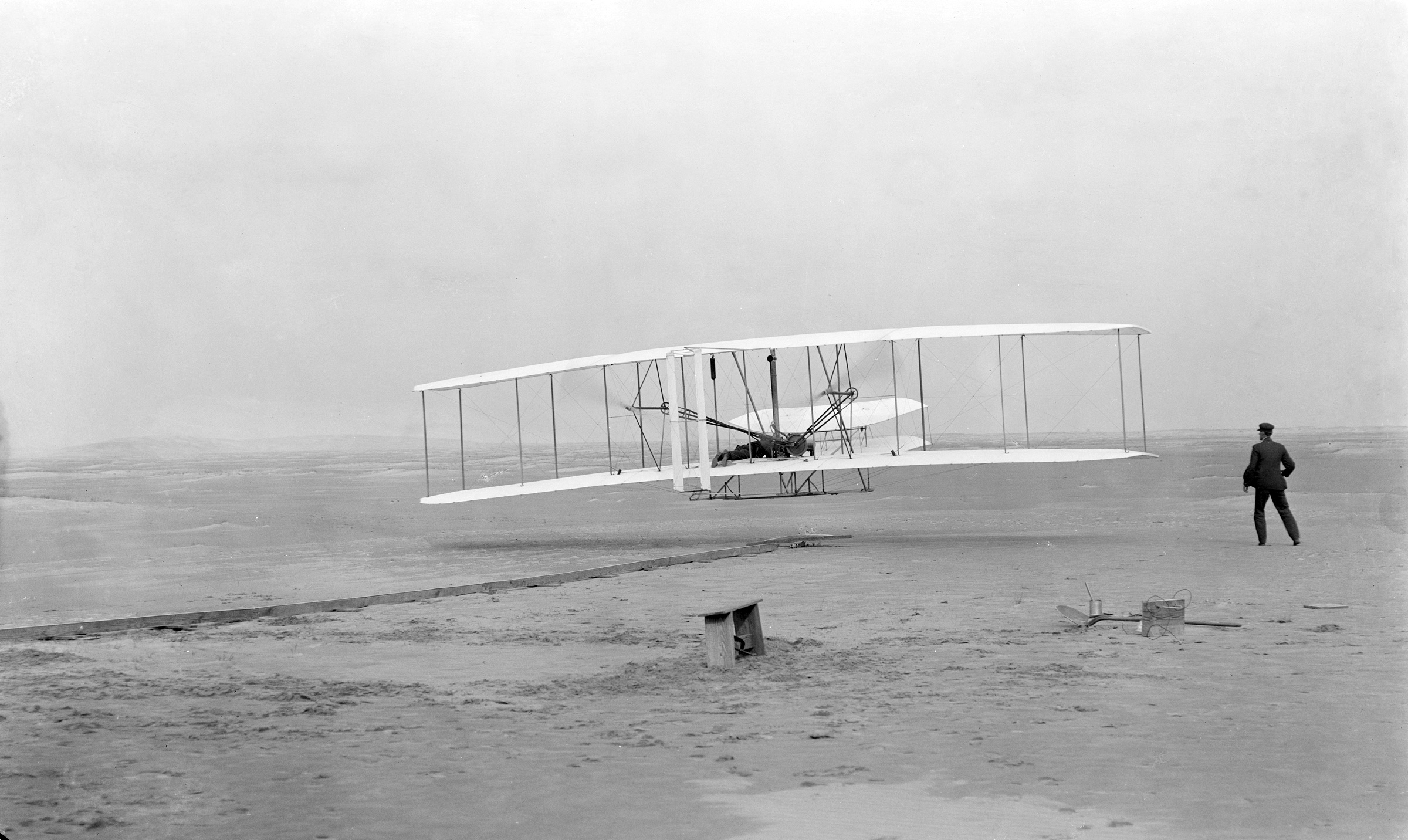
Wright Flyer.

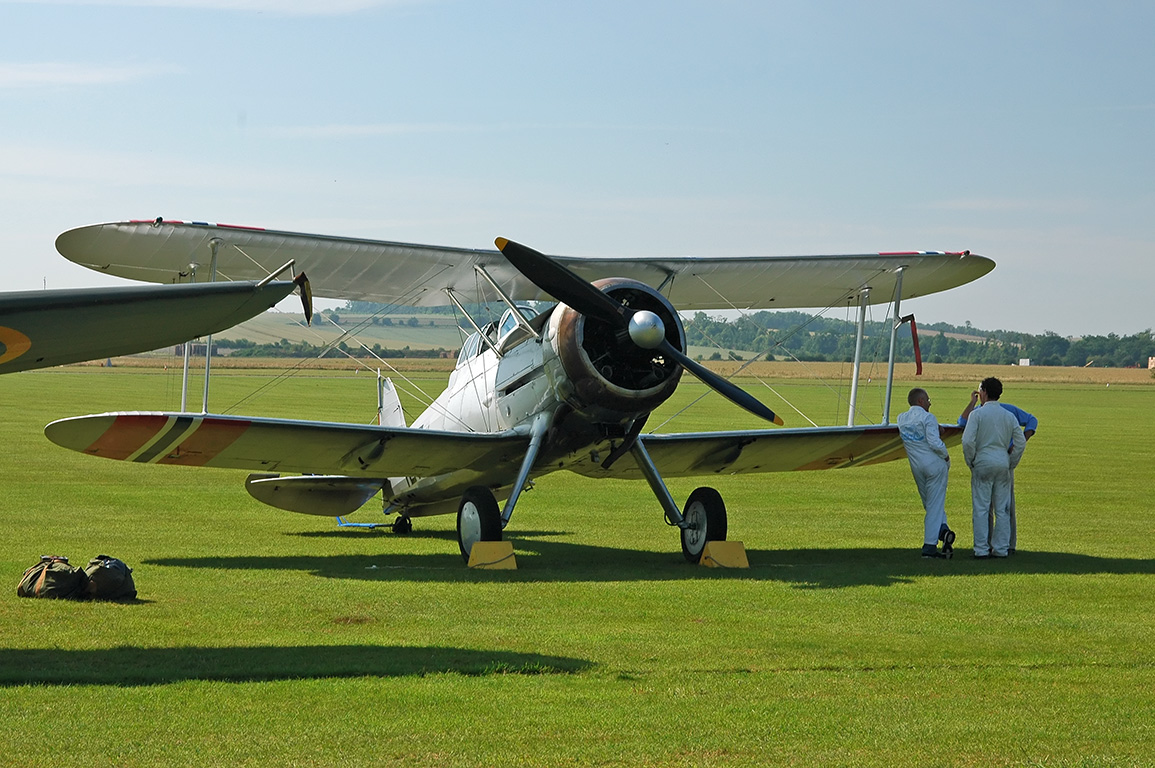
Biplano Gloster Gladiator.

Biplano corresponde a una de las configuraciones posibles en una aeronave de ala fija. Se compone de dos grupos de alas de similar envergadura, montadas una sobre otra. Una excepción la forman los sesquiplanos, cuya ala inferior es notablemente más pequeña que la superior. La denominación biplano no debe confundirse con la configuración de alas en tándem, en la cual son dos pares de alas separados horizontalmente.

## Historia
En el inicio de la historia de la aviación, los únicos materiales disponibles para estructuras livianas eran la madera y la tela. En el caso de los primeros planeadores, era posible mantener una configuración de monoplano. Sin embargo, para 1896 Octave Chanute llegó a la conclusión de que el vuelo con motor era más plausible con la configuración de biplano.
Durante la Primera Guerra Mundial, los biplanos dominaron los cielos. Con el aumento de potencia de los motores, también apareció el uso de metal en las alas. No fue hasta inicios de la década de los treinta que los biplanos iniciaron su decadencia debido al bajo rendimiento final que alcanzaban a pesar de lo potente que fuera el motor.
Posteriormente a la Segunda Guerra Mundial, el biplano no dejó de existir del todo, sino que se comenzó a utilizar en nichos específicos como las acrobacias y tareas agrícolas. Aeronaves excepcionales, como ejemplo, son los Pitts Special, los cuales vuelan con un diseño proveniente de 1944.
Otro biplano notable es el PZL M-15 Belphegor, debido a que es el único reactor biplano que ha entrado en producción.

## Características
Un razonamiento simple podría llevar a pensar que un biplano proporciona doble sustentación. Sin embargo, el flujo de aire que pasa entre ellas, proporciona una sustentación que no pasa más allá de un veinte por ciento de lo que proporcionaría un monoplano similar.
Estos pares de alas no son estructuralmente fuertes, por lo cual necesitan soportes verticales que ayuden a soportar las fuerzas de compresión y tirantes diagonales que soporten las fuerzas de tensión. Estos grupos de elementos estructurales, que no proporcionan sustentación, así como la interacción de los flujos de aire entre los dos grupos de alas, terminan generando una resistencia al avance que afecta negativamente al avión.

### Sesquiplano

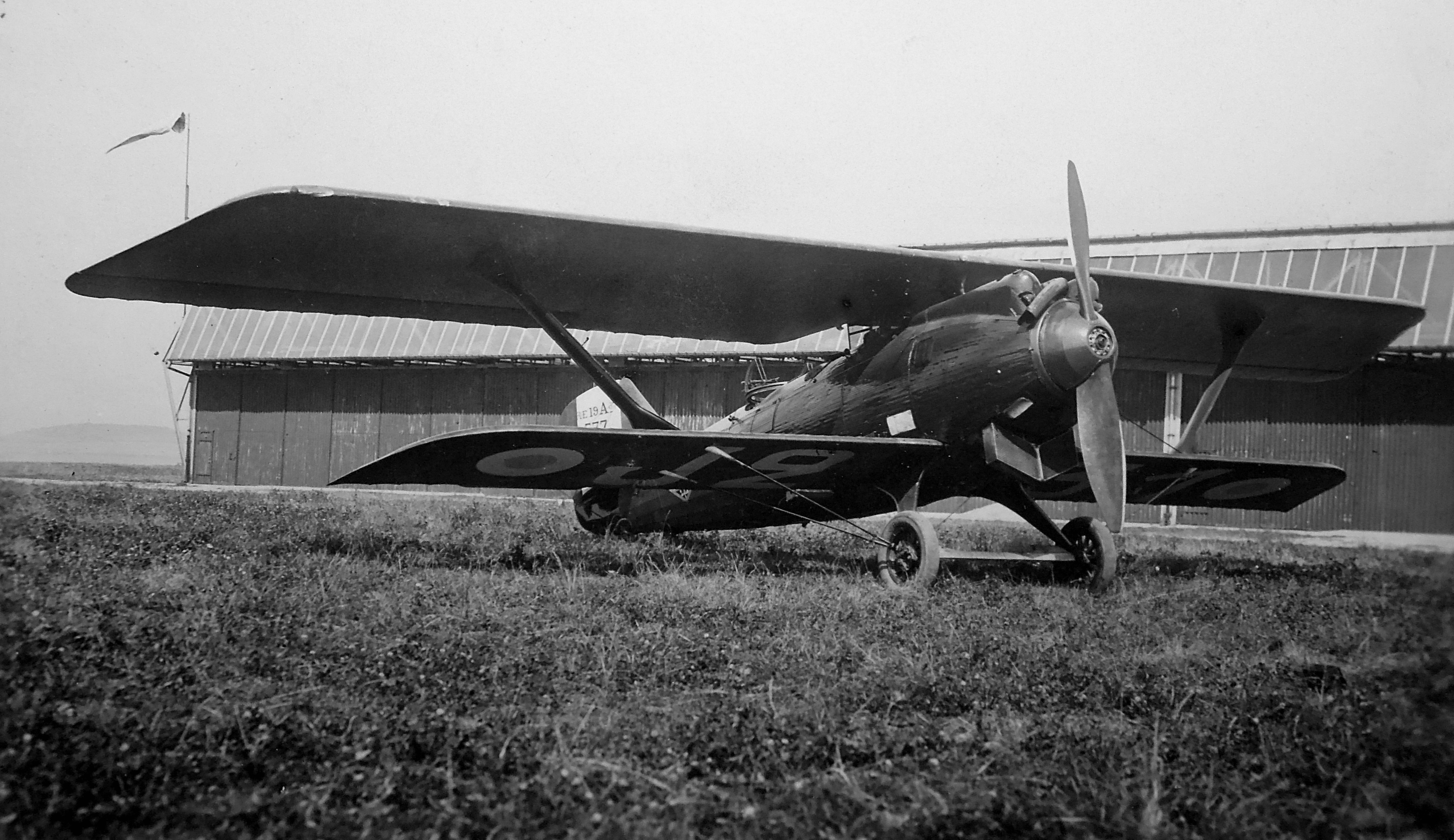
Un sesquiplano Breguet 19, donde es notable la diferencia de envergadura entre el plano superior y el inferior.

Por lo general las configuraciones de las alas son dos pares de la misma envergadura, aunque existen biplanos en los cuales el ala inferior es de notoria menor envergadura, los cuales se conocen como sesquiplano o sesquiala (literalmente se puede traducir como un ala y media).

### Bahía

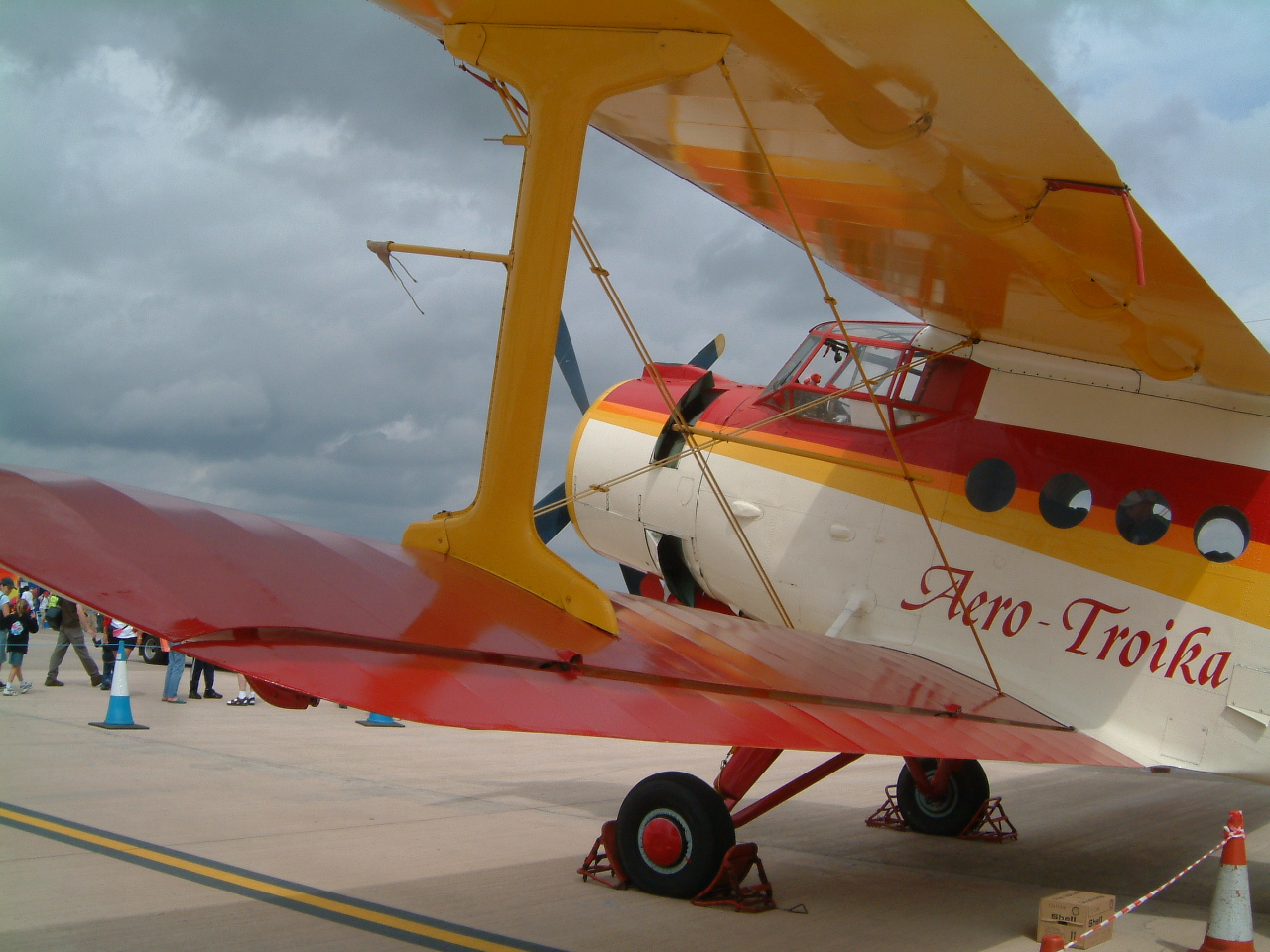
Vista lateral de un biplano Antonov An-2, en el cual se aprecia la bahía.

El espacio entre las dos alas, encuadrado por el fuselaje y el soporte del ala con sus tensores, se denomina bahía. Un biplano puede tener una o más bahías.

### Escalonado
El escalonado corresponde a la desviación del eje vertical que existe entre el ala superior y el ala inferior. Esta puede ser expresada en grados, distancia o porcentaje. Si el ala superior está por delante, se habla de un escalonado positivo; en caso contrario es un escalonado negativo.
En un biplano el escalonado es una de las formas de mejorar el rendimiento; esto es debido a la mejora de la sustentación proporcionada por el par de alas, especialmente las inferiores.